# Proteuxoa porphyrescens
Proteuxoa porphyrescens is een vlinder uit de familie van de uilen (Noctuidae). De wetenschappelijke naam van de soort is voor het eerst geldig gepubliceerd in 1902 door Lower.